# El Alto (departamento)

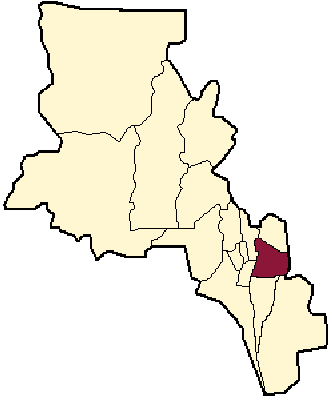
Departamento de El Alto

El Alto é um departamento da Argentina, localizado na província de Catamarca.